# Пешечная цепь
Пешечная цепь — пешки одного цвета, расположенные по диагонали и защищающие друг друга. Например, белые пешки с2 — d3 — е4; пешка с2 называется основанием цепи, остальные — её звеньями. Пешечная цепь может быть подвижной — одну из пешек (звеньев) можно продвинуть, либо заблокированной, когда пешки соперника расположены вплотную к пешечной цепи (например, белые пешки — d3, e4, f5; чёрные — d4, e5, f6). Атака пешечной цепи ведётся преимущественно против её основания (см. Подрыв пешечной цепи), так как оно, в отличие от звеньев, не защищено пешкой.
|   | a | b | c | d | e | f | g | h |   |
| - | --- | --- | --- | --- | --- | --- | --- | --- | - |
| 8 | e8 чёрный слон · g7 чёрный король · a6 чёрный конь · f6 чёрная пешка · e5 чёрная пешка · f5 белая пешка · d4 чёрная пешка · e4 белая пешка · c3 чёрная пешка · d3 белая пешка · c2 белая пешка · f1 белый король · h1 белая ладья | e8 чёрный слон · g7 чёрный король · a6 чёрный конь · f6 чёрная пешка · e5 чёрная пешка · f5 белая пешка · d4 чёрная пешка · e4 белая пешка · c3 чёрная пешка · d3 белая пешка · c2 белая пешка · f1 белый король · h1 белая ладья | e8 чёрный слон · g7 чёрный король · a6 чёрный конь · f6 чёрная пешка · e5 чёрная пешка · f5 белая пешка · d4 чёрная пешка · e4 белая пешка · c3 чёрная пешка · d3 белая пешка · c2 белая пешка · f1 белый король · h1 белая ладья | e8 чёрный слон · g7 чёрный король · a6 чёрный конь · f6 чёрная пешка · e5 чёрная пешка · f5 белая пешка · d4 чёрная пешка · e4 белая пешка · c3 чёрная пешка · d3 белая пешка · c2 белая пешка · f1 белый король · h1 белая ладья | e8 чёрный слон · g7 чёрный король · a6 чёрный конь · f6 чёрная пешка · e5 чёрная пешка · f5 белая пешка · d4 чёрная пешка · e4 белая пешка · c3 чёрная пешка · d3 белая пешка · c2 белая пешка · f1 белый король · h1 белая ладья | e8 чёрный слон · g7 чёрный король · a6 чёрный конь · f6 чёрная пешка · e5 чёрная пешка · f5 белая пешка · d4 чёрная пешка · e4 белая пешка · c3 чёрная пешка · d3 белая пешка · c2 белая пешка · f1 белый король · h1 белая ладья | e8 чёрный слон · g7 чёрный король · a6 чёрный конь · f6 чёрная пешка · e5 чёрная пешка · f5 белая пешка · d4 чёрная пешка · e4 белая пешка · c3 чёрная пешка · d3 белая пешка · c2 белая пешка · f1 белый король · h1 белая ладья | e8 чёрный слон · g7 чёрный король · a6 чёрный конь · f6 чёрная пешка · e5 чёрная пешка · f5 белая пешка · d4 чёрная пешка · e4 белая пешка · c3 чёрная пешка · d3 белая пешка · c2 белая пешка · f1 белый король · h1 белая ладья | 8 |
| 7 | e8 чёрный слон · g7 чёрный король · a6 чёрный конь · f6 чёрная пешка · e5 чёрная пешка · f5 белая пешка · d4 чёрная пешка · e4 белая пешка · c3 чёрная пешка · d3 белая пешка · c2 белая пешка · f1 белый король · h1 белая ладья | e8 чёрный слон · g7 чёрный король · a6 чёрный конь · f6 чёрная пешка · e5 чёрная пешка · f5 белая пешка · d4 чёрная пешка · e4 белая пешка · c3 чёрная пешка · d3 белая пешка · c2 белая пешка · f1 белый король · h1 белая ладья | e8 чёрный слон · g7 чёрный король · a6 чёрный конь · f6 чёрная пешка · e5 чёрная пешка · f5 белая пешка · d4 чёрная пешка · e4 белая пешка · c3 чёрная пешка · d3 белая пешка · c2 белая пешка · f1 белый король · h1 белая ладья | e8 чёрный слон · g7 чёрный король · a6 чёрный конь · f6 чёрная пешка · e5 чёрная пешка · f5 белая пешка · d4 чёрная пешка · e4 белая пешка · c3 чёрная пешка · d3 белая пешка · c2 белая пешка · f1 белый король · h1 белая ладья | e8 чёрный слон · g7 чёрный король · a6 чёрный конь · f6 чёрная пешка · e5 чёрная пешка · f5 белая пешка · d4 чёрная пешка · e4 белая пешка · c3 чёрная пешка · d3 белая пешка · c2 белая пешка · f1 белый король · h1 белая ладья | e8 чёрный слон · g7 чёрный король · a6 чёрный конь · f6 чёрная пешка · e5 чёрная пешка · f5 белая пешка · d4 чёрная пешка · e4 белая пешка · c3 чёрная пешка · d3 белая пешка · c2 белая пешка · f1 белый король · h1 белая ладья | e8 чёрный слон · g7 чёрный король · a6 чёрный конь · f6 чёрная пешка · e5 чёрная пешка · f5 белая пешка · d4 чёрная пешка · e4 белая пешка · c3 чёрная пешка · d3 белая пешка · c2 белая пешка · f1 белый король · h1 белая ладья | e8 чёрный слон · g7 чёрный король · a6 чёрный конь · f6 чёрная пешка · e5 чёрная пешка · f5 белая пешка · d4 чёрная пешка · e4 белая пешка · c3 чёрная пешка · d3 белая пешка · c2 белая пешка · f1 белый король · h1 белая ладья | 7 |
| 6 | e8 чёрный слон · g7 чёрный король · a6 чёрный конь · f6 чёрная пешка · e5 чёрная пешка · f5 белая пешка · d4 чёрная пешка · e4 белая пешка · c3 чёрная пешка · d3 белая пешка · c2 белая пешка · f1 белый король · h1 белая ладья | e8 чёрный слон · g7 чёрный король · a6 чёрный конь · f6 чёрная пешка · e5 чёрная пешка · f5 белая пешка · d4 чёрная пешка · e4 белая пешка · c3 чёрная пешка · d3 белая пешка · c2 белая пешка · f1 белый король · h1 белая ладья | e8 чёрный слон · g7 чёрный король · a6 чёрный конь · f6 чёрная пешка · e5 чёрная пешка · f5 белая пешка · d4 чёрная пешка · e4 белая пешка · c3 чёрная пешка · d3 белая пешка · c2 белая пешка · f1 белый король · h1 белая ладья | e8 чёрный слон · g7 чёрный король · a6 чёрный конь · f6 чёрная пешка · e5 чёрная пешка · f5 белая пешка · d4 чёрная пешка · e4 белая пешка · c3 чёрная пешка · d3 белая пешка · c2 белая пешка · f1 белый король · h1 белая ладья | e8 чёрный слон · g7 чёрный король · a6 чёрный конь · f6 чёрная пешка · e5 чёрная пешка · f5 белая пешка · d4 чёрная пешка · e4 белая пешка · c3 чёрная пешка · d3 белая пешка · c2 белая пешка · f1 белый король · h1 белая ладья | e8 чёрный слон · g7 чёрный король · a6 чёрный конь · f6 чёрная пешка · e5 чёрная пешка · f5 белая пешка · d4 чёрная пешка · e4 белая пешка · c3 чёрная пешка · d3 белая пешка · c2 белая пешка · f1 белый король · h1 белая ладья | e8 чёрный слон · g7 чёрный король · a6 чёрный конь · f6 чёрная пешка · e5 чёрная пешка · f5 белая пешка · d4 чёрная пешка · e4 белая пешка · c3 чёрная пешка · d3 белая пешка · c2 белая пешка · f1 белый король · h1 белая ладья | e8 чёрный слон · g7 чёрный король · a6 чёрный конь · f6 чёрная пешка · e5 чёрная пешка · f5 белая пешка · d4 чёрная пешка · e4 белая пешка · c3 чёрная пешка · d3 белая пешка · c2 белая пешка · f1 белый король · h1 белая ладья | 6 |
| 5 | e8 чёрный слон · g7 чёрный король · a6 чёрный конь · f6 чёрная пешка · e5 чёрная пешка · f5 белая пешка · d4 чёрная пешка · e4 белая пешка · c3 чёрная пешка · d3 белая пешка · c2 белая пешка · f1 белый король · h1 белая ладья | e8 чёрный слон · g7 чёрный король · a6 чёрный конь · f6 чёрная пешка · e5 чёрная пешка · f5 белая пешка · d4 чёрная пешка · e4 белая пешка · c3 чёрная пешка · d3 белая пешка · c2 белая пешка · f1 белый король · h1 белая ладья | e8 чёрный слон · g7 чёрный король · a6 чёрный конь · f6 чёрная пешка · e5 чёрная пешка · f5 белая пешка · d4 чёрная пешка · e4 белая пешка · c3 чёрная пешка · d3 белая пешка · c2 белая пешка · f1 белый король · h1 белая ладья | e8 чёрный слон · g7 чёрный король · a6 чёрный конь · f6 чёрная пешка · e5 чёрная пешка · f5 белая пешка · d4 чёрная пешка · e4 белая пешка · c3 чёрная пешка · d3 белая пешка · c2 белая пешка · f1 белый король · h1 белая ладья | e8 чёрный слон · g7 чёрный король · a6 чёрный конь · f6 чёрная пешка · e5 чёрная пешка · f5 белая пешка · d4 чёрная пешка · e4 белая пешка · c3 чёрная пешка · d3 белая пешка · c2 белая пешка · f1 белый король · h1 белая ладья | e8 чёрный слон · g7 чёрный король · a6 чёрный конь · f6 чёрная пешка · e5 чёрная пешка · f5 белая пешка · d4 чёрная пешка · e4 белая пешка · c3 чёрная пешка · d3 белая пешка · c2 белая пешка · f1 белый король · h1 белая ладья | e8 чёрный слон · g7 чёрный король · a6 чёрный конь · f6 чёрная пешка · e5 чёрная пешка · f5 белая пешка · d4 чёрная пешка · e4 белая пешка · c3 чёрная пешка · d3 белая пешка · c2 белая пешка · f1 белый король · h1 белая ладья | e8 чёрный слон · g7 чёрный король · a6 чёрный конь · f6 чёрная пешка · e5 чёрная пешка · f5 белая пешка · d4 чёрная пешка · e4 белая пешка · c3 чёрная пешка · d3 белая пешка · c2 белая пешка · f1 белый король · h1 белая ладья | 5 |
| 4 | e8 чёрный слон · g7 чёрный король · a6 чёрный конь · f6 чёрная пешка · e5 чёрная пешка · f5 белая пешка · d4 чёрная пешка · e4 белая пешка · c3 чёрная пешка · d3 белая пешка · c2 белая пешка · f1 белый король · h1 белая ладья | e8 чёрный слон · g7 чёрный король · a6 чёрный конь · f6 чёрная пешка · e5 чёрная пешка · f5 белая пешка · d4 чёрная пешка · e4 белая пешка · c3 чёрная пешка · d3 белая пешка · c2 белая пешка · f1 белый король · h1 белая ладья | e8 чёрный слон · g7 чёрный король · a6 чёрный конь · f6 чёрная пешка · e5 чёрная пешка · f5 белая пешка · d4 чёрная пешка · e4 белая пешка · c3 чёрная пешка · d3 белая пешка · c2 белая пешка · f1 белый король · h1 белая ладья | e8 чёрный слон · g7 чёрный король · a6 чёрный конь · f6 чёрная пешка · e5 чёрная пешка · f5 белая пешка · d4 чёрная пешка · e4 белая пешка · c3 чёрная пешка · d3 белая пешка · c2 белая пешка · f1 белый король · h1 белая ладья | e8 чёрный слон · g7 чёрный король · a6 чёрный конь · f6 чёрная пешка · e5 чёрная пешка · f5 белая пешка · d4 чёрная пешка · e4 белая пешка · c3 чёрная пешка · d3 белая пешка · c2 белая пешка · f1 белый король · h1 белая ладья | e8 чёрный слон · g7 чёрный король · a6 чёрный конь · f6 чёрная пешка · e5 чёрная пешка · f5 белая пешка · d4 чёрная пешка · e4 белая пешка · c3 чёрная пешка · d3 белая пешка · c2 белая пешка · f1 белый король · h1 белая ладья | e8 чёрный слон · g7 чёрный король · a6 чёрный конь · f6 чёрная пешка · e5 чёрная пешка · f5 белая пешка · d4 чёрная пешка · e4 белая пешка · c3 чёрная пешка · d3 белая пешка · c2 белая пешка · f1 белый король · h1 белая ладья | e8 чёрный слон · g7 чёрный король · a6 чёрный конь · f6 чёрная пешка · e5 чёрная пешка · f5 белая пешка · d4 чёрная пешка · e4 белая пешка · c3 чёрная пешка · d3 белая пешка · c2 белая пешка · f1 белый король · h1 белая ладья | 4 |
| 3 | e8 чёрный слон · g7 чёрный король · a6 чёрный конь · f6 чёрная пешка · e5 чёрная пешка · f5 белая пешка · d4 чёрная пешка · e4 белая пешка · c3 чёрная пешка · d3 белая пешка · c2 белая пешка · f1 белый король · h1 белая ладья | e8 чёрный слон · g7 чёрный король · a6 чёрный конь · f6 чёрная пешка · e5 чёрная пешка · f5 белая пешка · d4 чёрная пешка · e4 белая пешка · c3 чёрная пешка · d3 белая пешка · c2 белая пешка · f1 белый король · h1 белая ладья | e8 чёрный слон · g7 чёрный король · a6 чёрный конь · f6 чёрная пешка · e5 чёрная пешка · f5 белая пешка · d4 чёрная пешка · e4 белая пешка · c3 чёрная пешка · d3 белая пешка · c2 белая пешка · f1 белый король · h1 белая ладья | e8 чёрный слон · g7 чёрный король · a6 чёрный конь · f6 чёрная пешка · e5 чёрная пешка · f5 белая пешка · d4 чёрная пешка · e4 белая пешка · c3 чёрная пешка · d3 белая пешка · c2 белая пешка · f1 белый король · h1 белая ладья | e8 чёрный слон · g7 чёрный король · a6 чёрный конь · f6 чёрная пешка · e5 чёрная пешка · f5 белая пешка · d4 чёрная пешка · e4 белая пешка · c3 чёрная пешка · d3 белая пешка · c2 белая пешка · f1 белый король · h1 белая ладья | e8 чёрный слон · g7 чёрный король · a6 чёрный конь · f6 чёрная пешка · e5 чёрная пешка · f5 белая пешка · d4 чёрная пешка · e4 белая пешка · c3 чёрная пешка · d3 белая пешка · c2 белая пешка · f1 белый король · h1 белая ладья | e8 чёрный слон · g7 чёрный король · a6 чёрный конь · f6 чёрная пешка · e5 чёрная пешка · f5 белая пешка · d4 чёрная пешка · e4 белая пешка · c3 чёрная пешка · d3 белая пешка · c2 белая пешка · f1 белый король · h1 белая ладья | e8 чёрный слон · g7 чёрный король · a6 чёрный конь · f6 чёрная пешка · e5 чёрная пешка · f5 белая пешка · d4 чёрная пешка · e4 белая пешка · c3 чёрная пешка · d3 белая пешка · c2 белая пешка · f1 белый король · h1 белая ладья | 3 |
| 2 | e8 чёрный слон · g7 чёрный король · a6 чёрный конь · f6 чёрная пешка · e5 чёрная пешка · f5 белая пешка · d4 чёрная пешка · e4 белая пешка · c3 чёрная пешка · d3 белая пешка · c2 белая пешка · f1 белый король · h1 белая ладья | e8 чёрный слон · g7 чёрный король · a6 чёрный конь · f6 чёрная пешка · e5 чёрная пешка · f5 белая пешка · d4 чёрная пешка · e4 белая пешка · c3 чёрная пешка · d3 белая пешка · c2 белая пешка · f1 белый король · h1 белая ладья | e8 чёрный слон · g7 чёрный король · a6 чёрный конь · f6 чёрная пешка · e5 чёрная пешка · f5 белая пешка · d4 чёрная пешка · e4 белая пешка · c3 чёрная пешка · d3 белая пешка · c2 белая пешка · f1 белый король · h1 белая ладья | e8 чёрный слон · g7 чёрный король · a6 чёрный конь · f6 чёрная пешка · e5 чёрная пешка · f5 белая пешка · d4 чёрная пешка · e4 белая пешка · c3 чёрная пешка · d3 белая пешка · c2 белая пешка · f1 белый король · h1 белая ладья | e8 чёрный слон · g7 чёрный король · a6 чёрный конь · f6 чёрная пешка · e5 чёрная пешка · f5 белая пешка · d4 чёрная пешка · e4 белая пешка · c3 чёрная пешка · d3 белая пешка · c2 белая пешка · f1 белый король · h1 белая ладья | e8 чёрный слон · g7 чёрный король · a6 чёрный конь · f6 чёрная пешка · e5 чёрная пешка · f5 белая пешка · d4 чёрная пешка · e4 белая пешка · c3 чёрная пешка · d3 белая пешка · c2 белая пешка · f1 белый король · h1 белая ладья | e8 чёрный слон · g7 чёрный король · a6 чёрный конь · f6 чёрная пешка · e5 чёрная пешка · f5 белая пешка · d4 чёрная пешка · e4 белая пешка · c3 чёрная пешка · d3 белая пешка · c2 белая пешка · f1 белый король · h1 белая ладья | e8 чёрный слон · g7 чёрный король · a6 чёрный конь · f6 чёрная пешка · e5 чёрная пешка · f5 белая пешка · d4 чёрная пешка · e4 белая пешка · c3 чёрная пешка · d3 белая пешка · c2 белая пешка · f1 белый король · h1 белая ладья | 2 |
| 1 | e8 чёрный слон · g7 чёрный король · a6 чёрный конь · f6 чёрная пешка · e5 чёрная пешка · f5 белая пешка · d4 чёрная пешка · e4 белая пешка · c3 чёрная пешка · d3 белая пешка · c2 белая пешка · f1 белый король · h1 белая ладья | e8 чёрный слон · g7 чёрный король · a6 чёрный конь · f6 чёрная пешка · e5 чёрная пешка · f5 белая пешка · d4 чёрная пешка · e4 белая пешка · c3 чёрная пешка · d3 белая пешка · c2 белая пешка · f1 белый король · h1 белая ладья | e8 чёрный слон · g7 чёрный король · a6 чёрный конь · f6 чёрная пешка · e5 чёрная пешка · f5 белая пешка · d4 чёрная пешка · e4 белая пешка · c3 чёрная пешка · d3 белая пешка · c2 белая пешка · f1 белый король · h1 белая ладья | e8 чёрный слон · g7 чёрный король · a6 чёрный конь · f6 чёрная пешка · e5 чёрная пешка · f5 белая пешка · d4 чёрная пешка · e4 белая пешка · c3 чёрная пешка · d3 белая пешка · c2 белая пешка · f1 белый король · h1 белая ладья | e8 чёрный слон · g7 чёрный король · a6 чёрный конь · f6 чёрная пешка · e5 чёрная пешка · f5 белая пешка · d4 чёрная пешка · e4 белая пешка · c3 чёрная пешка · d3 белая пешка · c2 белая пешка · f1 белый король · h1 белая ладья | e8 чёрный слон · g7 чёрный король · a6 чёрный конь · f6 чёрная пешка · e5 чёрная пешка · f5 белая пешка · d4 чёрная пешка · e4 белая пешка · c3 чёрная пешка · d3 белая пешка · c2 белая пешка · f1 белый король · h1 белая ладья | e8 чёрный слон · g7 чёрный король · a6 чёрный конь · f6 чёрная пешка · e5 чёрная пешка · f5 белая пешка · d4 чёрная пешка · e4 белая пешка · c3 чёрная пешка · d3 белая пешка · c2 белая пешка · f1 белый король · h1 белая ладья | e8 чёрный слон · g7 чёрный король · a6 чёрный конь · f6 чёрная пешка · e5 чёрная пешка · f5 белая пешка · d4 чёрная пешка · e4 белая пешка · c3 чёрная пешка · d3 белая пешка · c2 белая пешка · f1 белый король · h1 белая ладья | 1 |
|   | a | b | c | d | e | f | g | h |   |

В позиции на диаграмме последовало 1… Са4 2.Лh2 Кb4, и белые сдались,
так как с проигрышем пешки с2 (основание) рушится вся пешечная цепь.
|   | a | b | c | d | e | f | g | h |   |
| - | --- | --- | --- | --- | --- | --- | --- | --- | - |
| 8 | c8 чёрный слон · b7 чёрная ладья · c6 чёрный король · d6 белый слон · e6 чёрная пешка · g6 чёрная пешка · a5 чёрная пешка · d5 чёрная пешка · e5 белая пешка · g5 белая пешка · c4 чёрная пешка · d4 белая пешка · b3 чёрная пешка · c3 белая пешка · g3 белый король · b2 белая ладья · f2 белая пешка | c8 чёрный слон · b7 чёрная ладья · c6 чёрный король · d6 белый слон · e6 чёрная пешка · g6 чёрная пешка · a5 чёрная пешка · d5 чёрная пешка · e5 белая пешка · g5 белая пешка · c4 чёрная пешка · d4 белая пешка · b3 чёрная пешка · c3 белая пешка · g3 белый король · b2 белая ладья · f2 белая пешка | c8 чёрный слон · b7 чёрная ладья · c6 чёрный король · d6 белый слон · e6 чёрная пешка · g6 чёрная пешка · a5 чёрная пешка · d5 чёрная пешка · e5 белая пешка · g5 белая пешка · c4 чёрная пешка · d4 белая пешка · b3 чёрная пешка · c3 белая пешка · g3 белый король · b2 белая ладья · f2 белая пешка | c8 чёрный слон · b7 чёрная ладья · c6 чёрный король · d6 белый слон · e6 чёрная пешка · g6 чёрная пешка · a5 чёрная пешка · d5 чёрная пешка · e5 белая пешка · g5 белая пешка · c4 чёрная пешка · d4 белая пешка · b3 чёрная пешка · c3 белая пешка · g3 белый король · b2 белая ладья · f2 белая пешка | c8 чёрный слон · b7 чёрная ладья · c6 чёрный король · d6 белый слон · e6 чёрная пешка · g6 чёрная пешка · a5 чёрная пешка · d5 чёрная пешка · e5 белая пешка · g5 белая пешка · c4 чёрная пешка · d4 белая пешка · b3 чёрная пешка · c3 белая пешка · g3 белый король · b2 белая ладья · f2 белая пешка | c8 чёрный слон · b7 чёрная ладья · c6 чёрный король · d6 белый слон · e6 чёрная пешка · g6 чёрная пешка · a5 чёрная пешка · d5 чёрная пешка · e5 белая пешка · g5 белая пешка · c4 чёрная пешка · d4 белая пешка · b3 чёрная пешка · c3 белая пешка · g3 белый король · b2 белая ладья · f2 белая пешка | c8 чёрный слон · b7 чёрная ладья · c6 чёрный король · d6 белый слон · e6 чёрная пешка · g6 чёрная пешка · a5 чёрная пешка · d5 чёрная пешка · e5 белая пешка · g5 белая пешка · c4 чёрная пешка · d4 белая пешка · b3 чёрная пешка · c3 белая пешка · g3 белый король · b2 белая ладья · f2 белая пешка | c8 чёрный слон · b7 чёрная ладья · c6 чёрный король · d6 белый слон · e6 чёрная пешка · g6 чёрная пешка · a5 чёрная пешка · d5 чёрная пешка · e5 белая пешка · g5 белая пешка · c4 чёрная пешка · d4 белая пешка · b3 чёрная пешка · c3 белая пешка · g3 белый король · b2 белая ладья · f2 белая пешка | 8 |
| 7 | c8 чёрный слон · b7 чёрная ладья · c6 чёрный король · d6 белый слон · e6 чёрная пешка · g6 чёрная пешка · a5 чёрная пешка · d5 чёрная пешка · e5 белая пешка · g5 белая пешка · c4 чёрная пешка · d4 белая пешка · b3 чёрная пешка · c3 белая пешка · g3 белый король · b2 белая ладья · f2 белая пешка | c8 чёрный слон · b7 чёрная ладья · c6 чёрный король · d6 белый слон · e6 чёрная пешка · g6 чёрная пешка · a5 чёрная пешка · d5 чёрная пешка · e5 белая пешка · g5 белая пешка · c4 чёрная пешка · d4 белая пешка · b3 чёрная пешка · c3 белая пешка · g3 белый король · b2 белая ладья · f2 белая пешка | c8 чёрный слон · b7 чёрная ладья · c6 чёрный король · d6 белый слон · e6 чёрная пешка · g6 чёрная пешка · a5 чёрная пешка · d5 чёрная пешка · e5 белая пешка · g5 белая пешка · c4 чёрная пешка · d4 белая пешка · b3 чёрная пешка · c3 белая пешка · g3 белый король · b2 белая ладья · f2 белая пешка | c8 чёрный слон · b7 чёрная ладья · c6 чёрный король · d6 белый слон · e6 чёрная пешка · g6 чёрная пешка · a5 чёрная пешка · d5 чёрная пешка · e5 белая пешка · g5 белая пешка · c4 чёрная пешка · d4 белая пешка · b3 чёрная пешка · c3 белая пешка · g3 белый король · b2 белая ладья · f2 белая пешка | c8 чёрный слон · b7 чёрная ладья · c6 чёрный король · d6 белый слон · e6 чёрная пешка · g6 чёрная пешка · a5 чёрная пешка · d5 чёрная пешка · e5 белая пешка · g5 белая пешка · c4 чёрная пешка · d4 белая пешка · b3 чёрная пешка · c3 белая пешка · g3 белый король · b2 белая ладья · f2 белая пешка | c8 чёрный слон · b7 чёрная ладья · c6 чёрный король · d6 белый слон · e6 чёрная пешка · g6 чёрная пешка · a5 чёрная пешка · d5 чёрная пешка · e5 белая пешка · g5 белая пешка · c4 чёрная пешка · d4 белая пешка · b3 чёрная пешка · c3 белая пешка · g3 белый король · b2 белая ладья · f2 белая пешка | c8 чёрный слон · b7 чёрная ладья · c6 чёрный король · d6 белый слон · e6 чёрная пешка · g6 чёрная пешка · a5 чёрная пешка · d5 чёрная пешка · e5 белая пешка · g5 белая пешка · c4 чёрная пешка · d4 белая пешка · b3 чёрная пешка · c3 белая пешка · g3 белый король · b2 белая ладья · f2 белая пешка | c8 чёрный слон · b7 чёрная ладья · c6 чёрный король · d6 белый слон · e6 чёрная пешка · g6 чёрная пешка · a5 чёрная пешка · d5 чёрная пешка · e5 белая пешка · g5 белая пешка · c4 чёрная пешка · d4 белая пешка · b3 чёрная пешка · c3 белая пешка · g3 белый король · b2 белая ладья · f2 белая пешка | 7 |
| 6 | c8 чёрный слон · b7 чёрная ладья · c6 чёрный король · d6 белый слон · e6 чёрная пешка · g6 чёрная пешка · a5 чёрная пешка · d5 чёрная пешка · e5 белая пешка · g5 белая пешка · c4 чёрная пешка · d4 белая пешка · b3 чёрная пешка · c3 белая пешка · g3 белый король · b2 белая ладья · f2 белая пешка | c8 чёрный слон · b7 чёрная ладья · c6 чёрный король · d6 белый слон · e6 чёрная пешка · g6 чёрная пешка · a5 чёрная пешка · d5 чёрная пешка · e5 белая пешка · g5 белая пешка · c4 чёрная пешка · d4 белая пешка · b3 чёрная пешка · c3 белая пешка · g3 белый король · b2 белая ладья · f2 белая пешка | c8 чёрный слон · b7 чёрная ладья · c6 чёрный король · d6 белый слон · e6 чёрная пешка · g6 чёрная пешка · a5 чёрная пешка · d5 чёрная пешка · e5 белая пешка · g5 белая пешка · c4 чёрная пешка · d4 белая пешка · b3 чёрная пешка · c3 белая пешка · g3 белый король · b2 белая ладья · f2 белая пешка | c8 чёрный слон · b7 чёрная ладья · c6 чёрный король · d6 белый слон · e6 чёрная пешка · g6 чёрная пешка · a5 чёрная пешка · d5 чёрная пешка · e5 белая пешка · g5 белая пешка · c4 чёрная пешка · d4 белая пешка · b3 чёрная пешка · c3 белая пешка · g3 белый король · b2 белая ладья · f2 белая пешка | c8 чёрный слон · b7 чёрная ладья · c6 чёрный король · d6 белый слон · e6 чёрная пешка · g6 чёрная пешка · a5 чёрная пешка · d5 чёрная пешка · e5 белая пешка · g5 белая пешка · c4 чёрная пешка · d4 белая пешка · b3 чёрная пешка · c3 белая пешка · g3 белый король · b2 белая ладья · f2 белая пешка | c8 чёрный слон · b7 чёрная ладья · c6 чёрный король · d6 белый слон · e6 чёрная пешка · g6 чёрная пешка · a5 чёрная пешка · d5 чёрная пешка · e5 белая пешка · g5 белая пешка · c4 чёрная пешка · d4 белая пешка · b3 чёрная пешка · c3 белая пешка · g3 белый король · b2 белая ладья · f2 белая пешка | c8 чёрный слон · b7 чёрная ладья · c6 чёрный король · d6 белый слон · e6 чёрная пешка · g6 чёрная пешка · a5 чёрная пешка · d5 чёрная пешка · e5 белая пешка · g5 белая пешка · c4 чёрная пешка · d4 белая пешка · b3 чёрная пешка · c3 белая пешка · g3 белый король · b2 белая ладья · f2 белая пешка | c8 чёрный слон · b7 чёрная ладья · c6 чёрный король · d6 белый слон · e6 чёрная пешка · g6 чёрная пешка · a5 чёрная пешка · d5 чёрная пешка · e5 белая пешка · g5 белая пешка · c4 чёрная пешка · d4 белая пешка · b3 чёрная пешка · c3 белая пешка · g3 белый король · b2 белая ладья · f2 белая пешка | 6 |
| 5 | c8 чёрный слон · b7 чёрная ладья · c6 чёрный король · d6 белый слон · e6 чёрная пешка · g6 чёрная пешка · a5 чёрная пешка · d5 чёрная пешка · e5 белая пешка · g5 белая пешка · c4 чёрная пешка · d4 белая пешка · b3 чёрная пешка · c3 белая пешка · g3 белый король · b2 белая ладья · f2 белая пешка | c8 чёрный слон · b7 чёрная ладья · c6 чёрный король · d6 белый слон · e6 чёрная пешка · g6 чёрная пешка · a5 чёрная пешка · d5 чёрная пешка · e5 белая пешка · g5 белая пешка · c4 чёрная пешка · d4 белая пешка · b3 чёрная пешка · c3 белая пешка · g3 белый король · b2 белая ладья · f2 белая пешка | c8 чёрный слон · b7 чёрная ладья · c6 чёрный король · d6 белый слон · e6 чёрная пешка · g6 чёрная пешка · a5 чёрная пешка · d5 чёрная пешка · e5 белая пешка · g5 белая пешка · c4 чёрная пешка · d4 белая пешка · b3 чёрная пешка · c3 белая пешка · g3 белый король · b2 белая ладья · f2 белая пешка | c8 чёрный слон · b7 чёрная ладья · c6 чёрный король · d6 белый слон · e6 чёрная пешка · g6 чёрная пешка · a5 чёрная пешка · d5 чёрная пешка · e5 белая пешка · g5 белая пешка · c4 чёрная пешка · d4 белая пешка · b3 чёрная пешка · c3 белая пешка · g3 белый король · b2 белая ладья · f2 белая пешка | c8 чёрный слон · b7 чёрная ладья · c6 чёрный король · d6 белый слон · e6 чёрная пешка · g6 чёрная пешка · a5 чёрная пешка · d5 чёрная пешка · e5 белая пешка · g5 белая пешка · c4 чёрная пешка · d4 белая пешка · b3 чёрная пешка · c3 белая пешка · g3 белый король · b2 белая ладья · f2 белая пешка | c8 чёрный слон · b7 чёрная ладья · c6 чёрный король · d6 белый слон · e6 чёрная пешка · g6 чёрная пешка · a5 чёрная пешка · d5 чёрная пешка · e5 белая пешка · g5 белая пешка · c4 чёрная пешка · d4 белая пешка · b3 чёрная пешка · c3 белая пешка · g3 белый король · b2 белая ладья · f2 белая пешка | c8 чёрный слон · b7 чёрная ладья · c6 чёрный король · d6 белый слон · e6 чёрная пешка · g6 чёрная пешка · a5 чёрная пешка · d5 чёрная пешка · e5 белая пешка · g5 белая пешка · c4 чёрная пешка · d4 белая пешка · b3 чёрная пешка · c3 белая пешка · g3 белый король · b2 белая ладья · f2 белая пешка | c8 чёрный слон · b7 чёрная ладья · c6 чёрный король · d6 белый слон · e6 чёрная пешка · g6 чёрная пешка · a5 чёрная пешка · d5 чёрная пешка · e5 белая пешка · g5 белая пешка · c4 чёрная пешка · d4 белая пешка · b3 чёрная пешка · c3 белая пешка · g3 белый король · b2 белая ладья · f2 белая пешка | 5 |
| 4 | c8 чёрный слон · b7 чёрная ладья · c6 чёрный король · d6 белый слон · e6 чёрная пешка · g6 чёрная пешка · a5 чёрная пешка · d5 чёрная пешка · e5 белая пешка · g5 белая пешка · c4 чёрная пешка · d4 белая пешка · b3 чёрная пешка · c3 белая пешка · g3 белый король · b2 белая ладья · f2 белая пешка | c8 чёрный слон · b7 чёрная ладья · c6 чёрный король · d6 белый слон · e6 чёрная пешка · g6 чёрная пешка · a5 чёрная пешка · d5 чёрная пешка · e5 белая пешка · g5 белая пешка · c4 чёрная пешка · d4 белая пешка · b3 чёрная пешка · c3 белая пешка · g3 белый король · b2 белая ладья · f2 белая пешка | c8 чёрный слон · b7 чёрная ладья · c6 чёрный король · d6 белый слон · e6 чёрная пешка · g6 чёрная пешка · a5 чёрная пешка · d5 чёрная пешка · e5 белая пешка · g5 белая пешка · c4 чёрная пешка · d4 белая пешка · b3 чёрная пешка · c3 белая пешка · g3 белый король · b2 белая ладья · f2 белая пешка | c8 чёрный слон · b7 чёрная ладья · c6 чёрный король · d6 белый слон · e6 чёрная пешка · g6 чёрная пешка · a5 чёрная пешка · d5 чёрная пешка · e5 белая пешка · g5 белая пешка · c4 чёрная пешка · d4 белая пешка · b3 чёрная пешка · c3 белая пешка · g3 белый король · b2 белая ладья · f2 белая пешка | c8 чёрный слон · b7 чёрная ладья · c6 чёрный король · d6 белый слон · e6 чёрная пешка · g6 чёрная пешка · a5 чёрная пешка · d5 чёрная пешка · e5 белая пешка · g5 белая пешка · c4 чёрная пешка · d4 белая пешка · b3 чёрная пешка · c3 белая пешка · g3 белый король · b2 белая ладья · f2 белая пешка | c8 чёрный слон · b7 чёрная ладья · c6 чёрный король · d6 белый слон · e6 чёрная пешка · g6 чёрная пешка · a5 чёрная пешка · d5 чёрная пешка · e5 белая пешка · g5 белая пешка · c4 чёрная пешка · d4 белая пешка · b3 чёрная пешка · c3 белая пешка · g3 белый король · b2 белая ладья · f2 белая пешка | c8 чёрный слон · b7 чёрная ладья · c6 чёрный король · d6 белый слон · e6 чёрная пешка · g6 чёрная пешка · a5 чёрная пешка · d5 чёрная пешка · e5 белая пешка · g5 белая пешка · c4 чёрная пешка · d4 белая пешка · b3 чёрная пешка · c3 белая пешка · g3 белый король · b2 белая ладья · f2 белая пешка | c8 чёрный слон · b7 чёрная ладья · c6 чёрный король · d6 белый слон · e6 чёрная пешка · g6 чёрная пешка · a5 чёрная пешка · d5 чёрная пешка · e5 белая пешка · g5 белая пешка · c4 чёрная пешка · d4 белая пешка · b3 чёрная пешка · c3 белая пешка · g3 белый король · b2 белая ладья · f2 белая пешка | 4 |
| 3 | c8 чёрный слон · b7 чёрная ладья · c6 чёрный король · d6 белый слон · e6 чёрная пешка · g6 чёрная пешка · a5 чёрная пешка · d5 чёрная пешка · e5 белая пешка · g5 белая пешка · c4 чёрная пешка · d4 белая пешка · b3 чёрная пешка · c3 белая пешка · g3 белый король · b2 белая ладья · f2 белая пешка | c8 чёрный слон · b7 чёрная ладья · c6 чёрный король · d6 белый слон · e6 чёрная пешка · g6 чёрная пешка · a5 чёрная пешка · d5 чёрная пешка · e5 белая пешка · g5 белая пешка · c4 чёрная пешка · d4 белая пешка · b3 чёрная пешка · c3 белая пешка · g3 белый король · b2 белая ладья · f2 белая пешка | c8 чёрный слон · b7 чёрная ладья · c6 чёрный король · d6 белый слон · e6 чёрная пешка · g6 чёрная пешка · a5 чёрная пешка · d5 чёрная пешка · e5 белая пешка · g5 белая пешка · c4 чёрная пешка · d4 белая пешка · b3 чёрная пешка · c3 белая пешка · g3 белый король · b2 белая ладья · f2 белая пешка | c8 чёрный слон · b7 чёрная ладья · c6 чёрный король · d6 белый слон · e6 чёрная пешка · g6 чёрная пешка · a5 чёрная пешка · d5 чёрная пешка · e5 белая пешка · g5 белая пешка · c4 чёрная пешка · d4 белая пешка · b3 чёрная пешка · c3 белая пешка · g3 белый король · b2 белая ладья · f2 белая пешка | c8 чёрный слон · b7 чёрная ладья · c6 чёрный король · d6 белый слон · e6 чёрная пешка · g6 чёрная пешка · a5 чёрная пешка · d5 чёрная пешка · e5 белая пешка · g5 белая пешка · c4 чёрная пешка · d4 белая пешка · b3 чёрная пешка · c3 белая пешка · g3 белый король · b2 белая ладья · f2 белая пешка | c8 чёрный слон · b7 чёрная ладья · c6 чёрный король · d6 белый слон · e6 чёрная пешка · g6 чёрная пешка · a5 чёрная пешка · d5 чёрная пешка · e5 белая пешка · g5 белая пешка · c4 чёрная пешка · d4 белая пешка · b3 чёрная пешка · c3 белая пешка · g3 белый король · b2 белая ладья · f2 белая пешка | c8 чёрный слон · b7 чёрная ладья · c6 чёрный король · d6 белый слон · e6 чёрная пешка · g6 чёрная пешка · a5 чёрная пешка · d5 чёрная пешка · e5 белая пешка · g5 белая пешка · c4 чёрная пешка · d4 белая пешка · b3 чёрная пешка · c3 белая пешка · g3 белый король · b2 белая ладья · f2 белая пешка | c8 чёрный слон · b7 чёрная ладья · c6 чёрный король · d6 белый слон · e6 чёрная пешка · g6 чёрная пешка · a5 чёрная пешка · d5 чёрная пешка · e5 белая пешка · g5 белая пешка · c4 чёрная пешка · d4 белая пешка · b3 чёрная пешка · c3 белая пешка · g3 белый король · b2 белая ладья · f2 белая пешка | 3 |
| 2 | c8 чёрный слон · b7 чёрная ладья · c6 чёрный король · d6 белый слон · e6 чёрная пешка · g6 чёрная пешка · a5 чёрная пешка · d5 чёрная пешка · e5 белая пешка · g5 белая пешка · c4 чёрная пешка · d4 белая пешка · b3 чёрная пешка · c3 белая пешка · g3 белый король · b2 белая ладья · f2 белая пешка | c8 чёрный слон · b7 чёрная ладья · c6 чёрный король · d6 белый слон · e6 чёрная пешка · g6 чёрная пешка · a5 чёрная пешка · d5 чёрная пешка · e5 белая пешка · g5 белая пешка · c4 чёрная пешка · d4 белая пешка · b3 чёрная пешка · c3 белая пешка · g3 белый король · b2 белая ладья · f2 белая пешка | c8 чёрный слон · b7 чёрная ладья · c6 чёрный король · d6 белый слон · e6 чёрная пешка · g6 чёрная пешка · a5 чёрная пешка · d5 чёрная пешка · e5 белая пешка · g5 белая пешка · c4 чёрная пешка · d4 белая пешка · b3 чёрная пешка · c3 белая пешка · g3 белый король · b2 белая ладья · f2 белая пешка | c8 чёрный слон · b7 чёрная ладья · c6 чёрный король · d6 белый слон · e6 чёрная пешка · g6 чёрная пешка · a5 чёрная пешка · d5 чёрная пешка · e5 белая пешка · g5 белая пешка · c4 чёрная пешка · d4 белая пешка · b3 чёрная пешка · c3 белая пешка · g3 белый король · b2 белая ладья · f2 белая пешка | c8 чёрный слон · b7 чёрная ладья · c6 чёрный король · d6 белый слон · e6 чёрная пешка · g6 чёрная пешка · a5 чёрная пешка · d5 чёрная пешка · e5 белая пешка · g5 белая пешка · c4 чёрная пешка · d4 белая пешка · b3 чёрная пешка · c3 белая пешка · g3 белый король · b2 белая ладья · f2 белая пешка | c8 чёрный слон · b7 чёрная ладья · c6 чёрный король · d6 белый слон · e6 чёрная пешка · g6 чёрная пешка · a5 чёрная пешка · d5 чёрная пешка · e5 белая пешка · g5 белая пешка · c4 чёрная пешка · d4 белая пешка · b3 чёрная пешка · c3 белая пешка · g3 белый король · b2 белая ладья · f2 белая пешка | c8 чёрный слон · b7 чёрная ладья · c6 чёрный король · d6 белый слон · e6 чёрная пешка · g6 чёрная пешка · a5 чёрная пешка · d5 чёрная пешка · e5 белая пешка · g5 белая пешка · c4 чёрная пешка · d4 белая пешка · b3 чёрная пешка · c3 белая пешка · g3 белый король · b2 белая ладья · f2 белая пешка | c8 чёрный слон · b7 чёрная ладья · c6 чёрный король · d6 белый слон · e6 чёрная пешка · g6 чёрная пешка · a5 чёрная пешка · d5 чёрная пешка · e5 белая пешка · g5 белая пешка · c4 чёрная пешка · d4 белая пешка · b3 чёрная пешка · c3 белая пешка · g3 белый король · b2 белая ладья · f2 белая пешка | 2 |
| 1 | c8 чёрный слон · b7 чёрная ладья · c6 чёрный король · d6 белый слон · e6 чёрная пешка · g6 чёрная пешка · a5 чёрная пешка · d5 чёрная пешка · e5 белая пешка · g5 белая пешка · c4 чёрная пешка · d4 белая пешка · b3 чёрная пешка · c3 белая пешка · g3 белый король · b2 белая ладья · f2 белая пешка | c8 чёрный слон · b7 чёрная ладья · c6 чёрный король · d6 белый слон · e6 чёрная пешка · g6 чёрная пешка · a5 чёрная пешка · d5 чёрная пешка · e5 белая пешка · g5 белая пешка · c4 чёрная пешка · d4 белая пешка · b3 чёрная пешка · c3 белая пешка · g3 белый король · b2 белая ладья · f2 белая пешка | c8 чёрный слон · b7 чёрная ладья · c6 чёрный король · d6 белый слон · e6 чёрная пешка · g6 чёрная пешка · a5 чёрная пешка · d5 чёрная пешка · e5 белая пешка · g5 белая пешка · c4 чёрная пешка · d4 белая пешка · b3 чёрная пешка · c3 белая пешка · g3 белый король · b2 белая ладья · f2 белая пешка | c8 чёрный слон · b7 чёрная ладья · c6 чёрный король · d6 белый слон · e6 чёрная пешка · g6 чёрная пешка · a5 чёрная пешка · d5 чёрная пешка · e5 белая пешка · g5 белая пешка · c4 чёрная пешка · d4 белая пешка · b3 чёрная пешка · c3 белая пешка · g3 белый король · b2 белая ладья · f2 белая пешка | c8 чёрный слон · b7 чёрная ладья · c6 чёрный король · d6 белый слон · e6 чёрная пешка · g6 чёрная пешка · a5 чёрная пешка · d5 чёрная пешка · e5 белая пешка · g5 белая пешка · c4 чёрная пешка · d4 белая пешка · b3 чёрная пешка · c3 белая пешка · g3 белый король · b2 белая ладья · f2 белая пешка | c8 чёрный слон · b7 чёрная ладья · c6 чёрный король · d6 белый слон · e6 чёрная пешка · g6 чёрная пешка · a5 чёрная пешка · d5 чёрная пешка · e5 белая пешка · g5 белая пешка · c4 чёрная пешка · d4 белая пешка · b3 чёрная пешка · c3 белая пешка · g3 белый король · b2 белая ладья · f2 белая пешка | c8 чёрный слон · b7 чёрная ладья · c6 чёрный король · d6 белый слон · e6 чёрная пешка · g6 чёрная пешка · a5 чёрная пешка · d5 чёрная пешка · e5 белая пешка · g5 белая пешка · c4 чёрная пешка · d4 белая пешка · b3 чёрная пешка · c3 белая пешка · g3 белый король · b2 белая ладья · f2 белая пешка | c8 чёрный слон · b7 чёрная ладья · c6 чёрный король · d6 белый слон · e6 чёрная пешка · g6 чёрная пешка · a5 чёрная пешка · d5 чёрная пешка · e5 белая пешка · g5 белая пешка · c4 чёрная пешка · d4 белая пешка · b3 чёрная пешка · c3 белая пешка · g3 белый король · b2 белая ладья · f2 белая пешка | 1 |
|   | a | b | c | d | e | f | g | h |   |

Подвижная пешечная цепь — эффективное средство атаки. Для её создания нередко осуществляется позиционная жертва фигуры. Показательна партия X. Кмох — А. Нимцович (Ниндорф, 1927): 50. … Лb4 (выигрывая) 51.cb (вынуждено, иначе 51. … Ла4 и так далее) а4 52.b5+ Кр: b5 53.Са3 с3 54.Лb1 Крс4. Поскольку слон а3 и ладья b1 скованы угрозой b3 — b2 и Крb3, чёрные могут забрать пешку d4. 55.f4 Крxd4 56.Kpf2 Kpc4 57.Kpe1 d4, 0-1 — пешечная лавина чёрных неудержима.